# HD 130144
Désignations
HD 130144 ou EK Bootis est une étoile variable de la constellation du Bouvier, située à 810 ± 80 a.l. (∼ 248 pc) de la Terre.